# 小島宣夫
小島 宣夫（こじま のぶお、生年月日不明 - 2016年（平成28年）2月4日）は、日本の実業家。
産業経済新聞社取締役副社長、日本工業新聞社代表取締役会長、東北文化学園大学客員教授。

## 経歴
1941年に旧制城北中学校(現:城北高等学校)に一期生として入学、1944年11月に陸軍経理学校入校。その後東京大学を卒業。
1953年に産業経済新聞社に入社し、 販売企画部長、常務取締役、専務取締役などを経て、1989年に取締役副社長および社会福祉法人産経新聞厚生文化事業団理事長に就任した。
1992年からは日本工業新聞社代表取締役会長も務めた。また就任時期は不明だが東北文化学園大学客員教授も務めている。
2016年2月4日、肺炎のため死去。